# La lechera de Burdeos
La lechera de Burdeos o Lechera de Burdeos, es un cuadro considerado obra del pintor Francisco de Goya, y pintado hacia 1827, un año antes de su muerte y durante su exilio voluntario en Burdeos, Francia.

## Descripción del cuadro
Representa a una mujer, en una postura que parece indicar que va sentada en un asno o una mula; abajo a la izquierda aparece un cántaro, sobre cuya panza aparece incisa la firma de Goya. Todo ello ha hecho suponer que se trata de la representación o recreación de una vendedora o repartidora de leche (según algunos expertos, siguiendo una moda de recuperación de la pintura de género italiana del siglo XVII). El cuadro, en el conjunto cronológico de la obra de Goya —escribe Calvo Serraller—, destaca por la recuperación del color y la "técnica de pinceladas breves y yuxtapuestas que emplearía posteriormente los impresionistas".

## Debate sobre la autoría de Goya
Para algunos especialistas, como la británica Juliet Wilson Bareau, y las españolas Carmen Garrido y Manuela Mena, es casi impensable que el cuadro sea de Goya, y sí que lo fuera de 'Rosarito', propuesta asimismo discutible pues Rosario solo tenía trece años en 1827, fecha en la que se supone fue realizado este cuadro. En cuanto a la falsa autoría de Goya, se apuntan las siguientes razones:
1. La figura que protagoniza el cuadro "está mal encuadrada y el espacio aparece comprimido", sin aire, como si se hubiera amputado el lienzo; detalles que contrastan con la genial "captación del ser humano en el espacio", habitual en Goya.
2. El cuadro presenta un colorido muy alejado de "la gama oscura y monocroma" que caracteriza la obra de Goya en el tramo final de su vida.
3. Las referidas especialistas anotan que frente al profundo "contenido humano o psicológico" que caracteriza los retratos hechos por el pintor, este, "aunque bonito, está muerto".
4. Considerando que Goya hizo gala de ser un pintor "muy económico", además de "delicado y sabio" en su manejo de la pincelada, choca el estilo "emborronado y sucio".
5. Se han escondido las manos de la lechera; cuando es proverbial que Goya fue un maestro pintando las manos; aunque no es menos cierto que en ocasiones las escondía, quizá por economía de trabajo o por presumir que el retratado no lo merecía.
6. Otro de los grandes logros de Goya —comentario quizá pueril, pues demostró poder 'lograr' todo lo que se propusiera— es su tratamiento del vestido. En la lechera, el ropaje aparece "rehecho", clara indicación de que a quien fuera que pintó el cuadro... no le salían bien los ropajes.
7. Y bajo los ropajes, una figura que aquí es apenas un bulto "desproporcionado y en una postura sin armonía" (siempre y cuando pueda conseguirse una postura armoniosa a lomos de una mula o un asno).
8. En el campo esencialmente técnico, es insólito que Goya pintase encima de otros bocetos (aunque sí lo hacía sobre otros lienzos), ello quizá redunde en la falta de brillo y transparencia de los fondos en la lechera.
9. Además de la "sonrisa inexpresiva" y de que los rizos del cabello de la muchacha "no están del todo conseguidos", se ha observado que el moño ha sido añadido.
10. Lo poco que puede verse del cántaro aparece casi como un pegote "plano y dejando transparentar el fondo", como si hubiera sido añadido, cuando una de las claves de la pintura de Goya es la "planificación de cada detalle de antemano". Finalmente, se considera falsa la firma incisa en el cántaro.[8]

Más allá de estos detalles técnicos, resulta sorprendente que, tras la muerte de Goya, y en el proceso de desmantelamiento de los bienes reunidos en Burdeos, esta obra fuera 'regalada' por Javier, el único hijo sobreviviente de Goya —y único heredero nombrado en su testamento "irrevocable" hecho en 1811—, a la última compañera del pintor, Leocadia Zorrilla, conociéndose el dato de la profunda animadversión que sentían entre sí Javier Goya y Leocadia. Sea como fuere, la penuria económica que se cernió sobre la antigua 'ama de llaves' de Francisco de Goya, supuso que poco después tuviera que vender el cuadro a un pariente lejano del pintor, Juan Bautista de Muguiro. Finalmente, la Lechera de Burdeos fue cedida al Museo del Prado en 1946 por los descendientes de Muguiro.
Otros biógrafos, aun discutiendo la autoría del cuadro, han propuesto la posibilidad de que la retratada fuese Rosario Weiss.